# 1708

## Esdeveniments
Països catalans
- 29 d'abril - Puigcerdà (la Cerdanya): les tropes borbòniques ocupen la vila.
- 12 de juny - Tortosa (Baix Ebre): S'inicia el Setge de Tortosa (1708) en el marc de la Guerra de Successió a Catalunya.
- 8 de juliol - Tortosa: Els francesos ocupen la ciutat en el marc de la Guerra de Successió Espanyola.
- 17 de novembre - Dénia (la Marina Alta): les tropes filipistes ocupen la vila (guerra de Successió).

Resta del món
- 11 de juliol - Oudenaarde (Flandes Oriental): els aliats obtenen una victòria decisiva en la batalla d'Oudenarde durant la Guerra de Successió Espanyola.
- 10 de desembre - Lilla (França) - Els exèrcits imperials ocupen la ciutat de Lilla després del Setge de Lilla (1708) en el curs de la Guerra de Successió Espanyola

## Naixements
- 15 de novembre - William Pitt "El Vell", primer ministre britànic (m. 1778)
- 8 de desembre - Francesc I, emperador romanogermànic (m. 1765)

## Necrològiques
Països Catalans
Món
- 11 de maig - Marly-le-Roi (França): Jules Hardouin Mansart, arquitecte francès. (n. 1646)[1]
- 29 de juliol - Bougival (França) - Rennequin Sualem, enginyer liegès que va construir la màquina de Marly al Castell de Versalles (n. 1645)
- 28 de desembre - Joseph Pitton de Tournefort, botànic francès (n. 1656)